# Phường V, Vị Thanh
Phường V là một phường thuộc thành phố Vị Thanh, tỉnh Hậu Giang, Việt Nam.

## Địa lý
Phường V là cửa ngõ của thành phố Vị Thanh về phía Đông, có vị trí địa lý:
- Phía đông và phía bắc giáp huyện Vị Thủy
- Phía tây giáp Phường IV
- Phía nam giáp Phường I.

Phường V có diện tích 6,15 km², dân số năm 2023 là 4.002 người, mật độ dân số đạt 650 người/km².

## Hành chính
Phường V được chia thành 3 khu vực: 2, 3, 4.

## Lịch sử
Ngày 1 tháng 7 năm 1999, Chính phủ ban hành Nghị định số 45/1999/NĐ-CP về việc thành lập Phường V trên cơ sở 575,38 ha diện tích tự nhiên với 4.925 nhân khẩu của thị trấn Vị Thanh cũ và 228 ha diện tích tự nhiên với 2.572 nhân khẩu của xã Vị Đông.
Phường V có 803,38 ha diện tích tự nhiên và 7.497 nhân khẩu.
Ngày 23 tháng 9 năm 2010, Chính phủ ban hành Nghị quyết số 34/NQ-CP về việc thành lập thành phố Vị Thanh thuộc tỉnh Hậu Giang. Phường V trực thuộc thành phố Vị Thanh.
Phường V có diện tích 7,91 km², dân số năm 2023 là 7.214 người và 5 khu vực: 1, 2, 3, 4, 5.
Ngày 10 tháng 12 năm 2024, HĐND tỉnh Hậu Giang ban hành Nghị quyết 60/NQ-HĐND về việc:
- Đổi tên một phần khu vực 6, Phường III và khu vực 1, Phường V thành khu vực 5, Phường I.
- Đổi tên khu vực 5, Phường V thành khu vực 6, Phường I.

Phường V có diện tích 6,15 km², dân số năm 2023 là 4.002 người và 3 khu vực: 2, 3, 4.

## Xã hội
1. Khách sạn 5 sao Hậu Giang Diamond Plaza được xây dựng trên diện tích hơn 9.500 m² (tọa lạc trên đường 3/2).
2. Trường THPT Chuyên Vị Thanh.
3. Trung tâm Y tế Thành phố Vị Thanh.
4. Khu dân cư và tái định cư Phường V.
5. Khu hành chính Tỉnh.
6. Công viên Hòa Bình.
7. Công viên và bảo tàng Chiến Thắng Chương Thiện.
8. Đài Phát thanh - Truyền hình Hậu Giang.
9. Siêu thị thế giới di động.
10. Công an tỉnh Hậu Giang.
11. Trường mầm non Vị Thanh.
12. Trụ sở làm việc Bưu điện tỉnh Hậu Giang.
13. Vincom Plaza Hậu Giang.